# Humberto Silva
Humberto Coelho Neto e Silva (Santo André, San Pablo, Brasil, 17 de febrero de 1965) es un líder humanitario en la lucha mundial contra las hepatitis. Profesional de mercadeo y director de entidades sociales.
Creador de la campaña Hepatitis Zero que tiene como objetivo movilizar a más de 200 países para la prevención, vacunación, detección y tratamiento de las hepatitis.
Presidente mundial del Grupo de Acción Rotaria RAG (por sus siglas en inglés - Rotarian Action Group) para la lucha contra las hepatitis virales. 
El proyecto busca la erradicación de todas las formas de hepatitis virales.
Autor del libro “Hepatitis Cero”, que está siendo publicado en diversas lenguas y que cuenta la trayectoria y las expectativas del proyecto de erradicación de la enfermedad en el mundo.

## Historia
Humberto descubrió que estaba infectado con el virus de la hepatitis C (VHC), en 2010, cuando se preparaba para viajar a Sudáfrica y asistir a la Copa del Mundo. Como pretendía recorrer varios países del continente africano, en su labor de ayuda a los niños con cáncer, resolvió vacunarse. El médico infectólogo que lo atendió le pidió que se hiciera algunos exámenes de sangre. Entre ellos el de la hepatitis C. Al realizárselos descubrió, para su sorpresa, que estaba contaminado. Acto seguido, al practicársele la biopsia de hígado, constató que tenía cirrosis. Se concluyó así que él debía estar contaminado hacía muchos años, probablemente más de treinta, sin haber sentido síntoma alguno en todos esos años.
Al volver de África e iniciar su tratamiento, Humberto investigó todo sobre el tema de las hepatitis, principalmente la C, al punto de llegar a convertirse en un “experto” en el tema. Inició allí una secuencia de diversos congresos en su país y también en el exterior. Perplejo con el hecho de nunca haber sentido ningún síntoma, pero de estar en ese momento con el hígado comprometido y con cirrosis avanzada, Humberto descubrió que había cerca de tres millones de brasileños portadores del virus sin saber de ello. Cerca de 500 millones de personas en el mundo, sumando los tipos B y C de la enfermedad.

### Promesa
Humberto declara que al ser víctima de la enfermedad y tras haber trillado el camino de sus consecuencias, él haya recibido una misión de Dios. Y en agradecimiento al hecho de haber descubierto por acaso la dolencia y haber tenido con eso la oportunidad de tratarse y curarse, hizo el voto de trabajar gratuitamente hasta que se le acaben sus fuerzas, para ayudar a los que necesiten e intentar cambiar la forma en que el mundo trata la enfermedad. 

## Asociación Brasileña de Portadores de Hepatitis
Por no conformarse con la situación injusta e inhumana en la forma en que era enfrentada la enfermedad por parte de las autoridades de salud, Humberto fundó la más grande organización no gubernamental de hepatitis de Brasil, la ABPH, que tiene como misión descubrir a los portadores de la enfermedad y proporcionarles de esta forma el acceso al tratamiento y su posterior cura.

### Clínicas gratuitas
Humberto fundó una clínica que hace consultas médicas con hepatólogos renombrados e importó una máquina moderna llamada FibroScan®, poco conocida por los brasileños, que no existía en la red pública de salud y que solo estaba disponible en la red particular, a precios inaccesibles. La clínica llegó para proporcionar, a los portadores, una atención totalmente gratuita, incluyendo consultas médicas y exámenes.
Rápidamente, la clínica llegó a ser un éxito entre los pacientes, a quienes Humberto llama de “hermanos de hepatitis” y así decidió abrir otras. Hoy la ABPH tiene clínicas gratuitas en San Pablo, Río de Janeiro, Porto Alegre, Fortaleza y Belo Horizonte.

## Fondo Mundial para la Hepatitis
Con el objeto de extender el trabajo para el resto del mundo, Humberto funda en Nueva York, el 17 de junio de 2013, el Fondo Mundial para la Hepatitis (World Hepatitis Fund), cuyo lanzamiento ocurrió en la sede de Organización de las Naciones Unidas, durante entrevista en radio ONU.

## Tratamiento y cura
Su tratamiento fue a base de los medicamentos Interferón y Ribavirina, los únicos disponibles en la época (2011 a 2013). Los cuales requerían una inyección semanal en el abdomen y traían diferentes efectos secundarios como temblores, disturbios de humor, falta de aire, tos, anemia, pérdida de peso, aftas (úlceras pequeñas blanquecinas en la mucosa de la boca o de otras partes del tubo digestivo), disminución de las plaquetas, entre otros. Humberto consiguió curarse después de dos años de tratamiento.

## La campañaHepatitis Zero
Creador de uno de los más osados proyectos humanitarios de la historia, Humberto llevó su sueño para Rotary Internacional, mostrando a los rotarios, en diversas partes del mundo, la gravedad de la situación de las hepatitis, enfermedades que matan al año a cerca de 1,4 millones de personas.
La campaña busca salvar de la oscuridad de la enfermedad a cerca de 500 millones de ciudadanos del mundo, a través de la realización de pruebas de detección de la enfermedad, tratamiento y políticas públicas.

## Peregrinación
Auxiliado por el hecho de hablar seis idiomas, Humberto ha visitado cien países del mundo y aún hoy se dedica a reclutar aliados y campañas para la causa de la hepatitis.

### Examinando a millones de personas
Su más grande deseo es el de descubrir a los portadores, rompiendo el silencio que cubre a la enfermedad. En esa línea, sus campañas realizan millones de exámenes gratuitos por las calles y detectan a miles de personas infectadas con el virus. Cada portador pasa a tener la oportunidad de tratarse, curarse y salvar su vida.

## Antecedentes
Antes de saber que estaba infectado con el virus, Humberto ya trabajaba en el área de la filantropía. Actualmente es también empresario, propietario de un grupo de mercadeo.

### Clínica para los niños con cáncer
Humberto ideó y creó el Fondo de Asistencia al Niño (FAC, por sus siglas en portugués -Fundo de Assistência à Criança-), en 2001. Un instituto que mantiene a diversas casas de apoyo en 15 estados de Brasil.
La mayor realización del Fondo fue la construcción de su clínica gratuita, llamada cariñosamente de “Casa Humberto”, que recibe y trata a niños con cáncer, proveyéndoles médicos oncólogos, hematólogos, odontólogos, psicólogos, nutricionistas y otros, tratándolos, incluso, con quimioterapia.

### Apertura del mercado inglés de fútbol
Otro hecho de su vida fue el de haber abierto el mercado inglés de fútbol para Brasil, habiendo negociado al primer jugador brasileño en participar de la Liga Premier. Mirandinha, fue vendido por el Palmeiras al Newcastle United en 1987. Hasta entonces había un rechazo a la contratación de brasileños, juzgándoseles como si no tuviesen la fuerza y la resistencia necesarias para enfrentar el duro campeonato inglés.
Humberto que en ese entonces tenía apenas 22 años, trabajó en la Liga Premier por seis meses, contratado por el Newcastle United.